# Aural Vampire
Aural Vampire (オーラルヴァンパイア ,ōraru vanpaia) é uma banda eletrônica japonesa, que consiste de Exo-Chika (letras e vocais) e o DJ mascarado Raveman (música). Eles são de Tóquio, Japão e compoem principalmente música electropop, darkwave e synthpop com elementos industriais ocasionais. Aural Vampire fez turnês pela Europa várias vezes e apareceu em revistas como Astan Magazine e The Dose. Durante os primeiros quatro anos de sua carreira, eles permaneceram em uma marca independente.

## Histórico
Exo-Chika e Raveman se conhecem desde o ginásio, onde eles eram colegas de classe e compartilhavam seus interesses em filmes de horror ocidentais e arte peculiar. Depois de terminarem a escola, ambos começaram a fazer música. Eles gravaram várias fitas juntas, eventualmente se apresentando como um dueto hardcore. Depois decidiram formar a banda Aural Vampire, na qual Exo-Chika está no papel de uma vampira e Raveman no papel de um açougueiro.

### (2004 a dezembro de 2008)
Aural Vampire lançou seu primeiro álbum, Vampire Ecstasy, por uma gravadora independente, em 2004 e lançou um single online, Death Folder em 2005. Algumas faixas e remixes em coletâneas apareceram pelo começo de sua carreira, mas eles permaneceram ativos como uma banda ao-vivo.

### (Dezembro de 2008)
Em 2008, a banda anunciou que haviam se contratado à Avex Trax, uma marca maior, e no fim do ano, eles lançaram três EPs auto-intitulados na loja virtual de música iTunes. Seu segundo álbum foi lançado em 2009

### (17 de julho de 2010)
Aural vampire animou o público do Anime Friend's no penúltimo dia do evento encerrou que homenageia a cultura oriental e asiática, o show durou aproximadamente 45 minutos e deixou o plúblico com um "gostinho de quero mais"